# (6143) Pythagoras
(6143) Pythagoras – planetoida z pasa głównego planetoid okrążająca Słońce w ciągu 4 lat i 302 dni w średniej odległości 2,85 au. Została odkryta 14 maja 1993 roku. Przed nadaniem nazwy planetoida nosiła oznaczenie tymczasowe (6143) 1993 JV.